# Zoltán Melis
Zoltán Melis, madžarski veslač, * 11. september 1947, Pestszenterzsébet.
Melis je za Madžarsko nastopil na Poletnih olimpijskih igrah 1968 v Mexico Cityju in na Poletnih olimpijskih igrah 1972 v Münchnu.
Na igrah leta 1968 je bil član madžarskega četverca brez krmarja, ki je osvojil srebrno medaljo. Leta 1972 je veslal v osmercu, ki je bil takrat sedmi.